# Steve Saluto
Steve Saluto (10 ottobre 1966) è un chitarrista italiano di musica rock.
Steve nella sua carriera ha scritto pezzi e collaborato con Richie Kotzen , Marco Mendoza , Doug Wimbish, Mark Cross, Oni Logan e altri.

## Storia
Nel 1999 esce il primo album solista dal titolo "Under" ma è nel 2004 che inizia a collaborare con nomi importanti del panorama musicale quali Buddy Miles, Darryl Jones, Jeff Berlin e Danny Gotlieb con cui incide "The Steve Saluto's Fuzzy House".
Nel 2006 inizia la collaborazione con Richie Kotzen concretizzata in successivi 3 album.
Successivamente con Marco Mendoza, Atma Anur e Terry Ilous (cantante del gruppo rock statunitense XYZ) nel 2008 ha formato la band "La Famiglia Superstar" che nel 2009 ha pubblicato l'omonimo album.
Saluto fa anche parte dei White Falcon Band, un gruppo che suona cover di C.S. N.& Y. solo per divertimento.
Definito "un genio dello studio di registrazione" attualmente all'attività di musicista affianca il lavoro di produzione nel proprio studio di registrazione.

## Album Solista[7]
- Under (1999)
- A Different Fire (2001)
- All that I'd Be (2002)
- Steve Saluto's Fuzzy House, con Jeff Berlin Danny Gottlieb (2004)
- Rough Beat, con Richie Kotzen (2006)
- Rust & Gold, con Richie Kotzen (2008)
- Resurrection, con Richie Kotzen (2010)
- Another Side feat. Gianluca Mosole (2011)
- Brown Eyed Soul (2011)
- The Best Day (2012)
- Veritas (2012)
- 12, con Oni Logan (2013)
- The Silver Skull Legend (2015)
- Rainbow (2015)
- The Power of 6 Flowers (2016)
- Live @ ImputLevel Rec Studio (2017)
- Legacy (2018)
- The Road So Far (2020)

## Album con altri
- Primo e Ultimo, The Ribrezzo (1996)
- La Famiglia Superstar, con Marco Mendoza Terry Ilous Atma Anur (2009)

## Apparizioni
- 2001 - Area Sismica
- 2002 - GuitarChef Vol. 1
- 2012 - Alieni Alienati - Dr. U
- 2013 - The Swing Factor - Chris Catena Big band Experience
- 2014 - Wildstyle & Tattoo Music pt. 1

## Tribute album
- 2010 - Shredding Skin - (A Tribute to Whitesnake)

## Videografia
- (2007) Rough Beat (Videoclip dall'album "Rough Beat")
- (2009) Hey Jimi (Videoclip)
- (2009) Birds (Videoclip dall'album "Rust & Gold")
- (2010) Visions (Videoclip dall'album 'La Famiglia Superstar')